# Ленинэнь киява (Саранск)
«Ленинэнь киява» (с эрз. — «По ленинскому пути») — общественно-политическая эрзянская газета, выпускавшаяся в Саранске. Публикации газеты выходили на эрзянском языке.

## Выпуск
Газета издавалась в Мордовии с января 1931 по 1941 год. По решению Всесоюзного бюро коммунистических партий газета выходила на эрзянском языке один раз в пять дней. Целью газеты была подготовка и воспитание молодых людей в духе и согласно идеалам коммунистической партии.
Редакция газеты находилась в Саранске на улице Володарского, дом 34. На начальных этапах существования газета испытывала трудности в нехватке кадров.

## Тираж и распространение
Подписчиками и аудиторией газеты были рабочие, крестьяне, комсомольские активисты и молодёжь. В 1935 году общий тираж составлял 2160 экземпляров газет, в 1940 году достигал 3000. Главным редактором был В. Кузьмин, заместители — Ю.Лопаев, В.Захаров, А.Щеглов.
В 1931—1941 годах одновременно выпускалось несколько газет с названием «Ленинэнь киява»:
«Ленинэнь киява» (Клявлино, Самарская область) (1937—1941) Газета депутатов и трудовых советов Клявлинского райкома ВКП(б).
«Ленинэнь киява» (Козловка, Атяшевский район, Мордовия) Газета депутатов и трудовых советов Козловского райкома ВКП(б). с. Козловка, 1937—1945
«Ленинэнь киява» (Саранск) (1931—1941), (1935—1941) (Средне-Волжский комсомолец Мордовиясо 12.3.1934). Газета мордовского областного комитета и саранского городского комитета ВЛКСМ.